# Баранов, Валерий Петрович
Валерий Петрович Баранов (16 ноября 1948, село Ташла, Оренбургская область, РСФСР, СССР) — российский военачальник, генерал-полковник (2001). Первый заместитель главнокомандующего (2002—2004), заместитель главнокомандующего Внутренними войсками МВД России по военно-научной работе (2004—2008). С июля 2000 по октябрь 2001 года и с сентября 2003 по май 2004 года возглавлял Объединённую группировку войск по проведению контртеррористической операции на территории Северо-Кавказского региона. Всего прослужил 43 года, из них 37,5 года — в Министерстве обороны.
Доктор исторических наук, действительный член Академии военных наук, профессор. Член правления Российского военно-исторического общества.
9 мая 2004 года был тяжело ранен во время теракта на стадионе «Динамо» в Грозном, в результате которого погиб находившийся рядом с ним глава Чечни Ахмат Кадыров.

## Биография
Баранов Валерий Петрович родился 16 ноября 1948 г. в с. Ташла Ташлинского района Чкаловской области в семье военнослужащего. После окончания средней школы поступил в Казанское высшее танковое командное училище, которое окончил в 1970 году. Был направлен в Группу советских войск в Германии в 9-ю танковую дивизию, 95-го танкового полка командиром взвода плавающих танков разведывательной роты. В 1975 году поступил в академию бронетанковых войск им. Р.Я. Малиновского с должности начальника штаба танкового батальона. По окончании академии в 1978 году назначен заместителем командира 317-го гвардейского танкового полка 22-й гвардейской танковой дивизии Киевского военного округа. В 1980 году назначен командиром 35-го танкового полка 36-й мотострелковой дивизии. В 1984 году назначен начальником штаба - заместителем командира 41-й гвардейской танковой дивизии. В 1986 году поступил в академию Генерального штаба ВС СССР. По окончании академии Генерального штаба был назначен командиром 2-й гвардейской Тацинской танковой дивизии в Монгольской Народной Республике (Забайкальский военный округ). В 1990 году вывел дивизию на территорию СССР (Безречная, Мирная). В 1992 году назначен командиром 55-го армейского корпуса (г. Борзя). В 1994 году назначен заместителем командующего Московским военным округом по боевой подготовке. В 1997 году заочно закончил академию государственной службы по специальности «Государственное управление и национальная безопасность».
В 1999 году, в связи с сокращением должности, назначен начальником управления боевой подготовки. В 2000 году назначен заместителем Командующего Северо-Кавказского военного округа с последующим назначением Командующим ОГВ (с). Будучи Командующим ОГВ (с) организовал формирование местных органов власти в районах, их поддержку, восстановление мирной жизни в условиях бескомпромиссной борьбы с наемниками и бандитами. Началось тушение нефтепромыслов, восстановление разрушенных предприятий, организация образования (школы, техникумы, вузы), для которых необходимо было сначала отремонтировать и дать учебную литературу и пособия. В общем сделать все, чтобы нормализовать жизнь народа республики. Работа велась в тесном взаимодействии с Полномочным представителем Президента РФ А.Х. Кадыровым, в последующем первым Президентом Чеченской республики. И несмотря на многие трудности эти задачи удалось выполнить. Народ республики поверил в будущее и на выборах Президента Чеченской республики абсолютное большинство населения отдали свои голоса за А.Х. Кадырова.
В апреле 2001 года присвоено воинское звание генерал-полковник. В октябре 2001 года сдал должность Командующего ОГВ (с) и в августе 2002 года назначен первым заместителем Главнокомандующего внутренними войсками МВД России.
В сентябре 2003 года назначен Командующим ОГВ (с).
9 мая 2004 года в результате террористического акта на стадионе «Динамо» г. Грозный получил тяжелое ранение, в результате которого была ампутирована левая нога.
В 2005 году указом Президента РФ назначен заместителем Главнокомандующего по военно-научной работе. Кандидат военных наук (1997 г.),  доктор исторических наук (2008 г.), профессор. Вице-президент  академии военных наук, действительный член Российской академии естественных наук, Международной академии исторических и социальных наук. Член союза писателей России. Опубликовано более 200 статей. Руководитель президиума экспертного совета фундаментального 12-ти томного труда «Великая Отечественная война 1941-1945 гг.». Руководитель редакционной комиссии 3-го тома «Великая Отечественная война».
Член Главной редакционной комиссии фундаментального 6-ти томного труда «Первая мировая война 1914 - 1918 гг.».
Руководитель авторских коллективов трудов «Войска НКВД (МВД, МГБ) накануне, в годы Великой Отечественной войны и в борьбе с национальным подпольем в послевоенный период в 2000», «Внутренние войска», «Оренбургские крылья Родины», «Генерал армии И. Яковлев - жизнь для Отечества», «Внутренние войска - время, события, люди», «Непобежденный», «Золотые звезды внутренних войск» в 2-х томах, «Золотые звезды Росгвардии», «Противодействие терроризму» в 6-ти томах. Автор книг «Дорогами войны», «Органы и войска НКВД в годы ВОВ». Член авторских коллективов «История внутренних войск» в 5-ти томах, «Постсоветский Кавказ в военно-силовой политике НАТО», «Пятый Украинский фронт», «Исламизм и геополитическая безопасность России». Лауреат премий им. А.А. Свечина и «Золотой венец победы».
Три воинских звания: старший лейтенант, майор, подполковник получил досрочно.
«Заслуженный деятель науки России и Республики Татарстан. В 2015 году назначен генеральным инспектором управления генеральных инспекторов Министерства обороны Российской Федерации. Награжден орденами «Мужества», «За военные заслуги», «За службу Родине в СССР III степени», «Кадырова», орден святого благоверного князя Даниила Московского II степени РПЦ, орден Первозванного Илии Муромца II степени УПЦ, Памятный знак Русской православной церкви «Святого Николая» II степени, почетный сотрудник Росгвардии, почетный ветеран Вооруженных ВС РФ, почетный гражданин Ташлинского района Оренбургской области.
70 медалей различных ведомств и структур РФ. Почетная грамота Президента РФ, тремя грамотами Президента РФ, грамота Президента Академии наук России, комитета по обороне в ГД РФ, мэра г. Москвы, НГШ ВС РФ, президента Республики Татарстан.
11 медалей иностранных государств. Лауреат Всероссийской премии «Золотой венец победы» 2008г, лауреат премии имени А.В. Суворова 2018г., лауреат премии имени М.А. Гареева 2023г.,лауреат премии «Росгвардии» в номинации «Наука»2021г, лауреат премии МВД  2022г.
Чкалова.
батальона.
армии».
главнокомандующего.
службу.
профессора.
войск».
нации».
Кадырова.

## Награды
- Орден Мужества
- Орден «За военные заслуги»
- Орден «За службу Родине в Вооружённых Силах СССР» III степени
- Медали СССР
- Медали РФ
- Благодарность Президента Российской Федерации (29 декабря 2003) — за активное участие в становлении государственно-правовых институтов в Чеченской Республике

## Семья
Женат, имеет сына и дочь. Сын работает инженером-компьютерщиком в гражданском учреждении.
Вместе с женой (Наталья Михайловна, урожд. Дегтярёва, р. 18.11.1950, женаты с 1.5.1973), дочерью (Татьяна, р. 27.04.1979), сыном (Михаил, р. 7.2.1974), женой сына (Ольга Васильевна, урожд. Мунина, р. 25.12.1970), дочерью сына от первого брака (Светлана, р. 27.06.1999 от брака с Екатериной Александровной Барановой) внесён в Общероссийскую дворянскую книгу (14.05.2008). 19.4.2008 награждён орденом Св. Николая 1-й ст. Герб высочайше утверждён 28.9.2009.